# Перикардиоцентеза
Перикардиоцентеза, перкутана перикардиоцентеза је кардиолошка метода дренаже накупљеног излива течности у перикардијалном простору (који окружује срце и ремети његову нормалну функцију). Изводи се убодом кроз зид грудног коша, на оријентирним тачкама или „наслепо“ помоћу специјалног шприца и игле, које се користе за ту намену. Перикардиоцентеза је метода избора за брзо лечење тампонаде срца.

## Историја
Перкутана перикардиоцентеза је у 19. веку уведена у медицинску праксу од стране (енгл. Frank Schuh) који је ову методу први описао 1840. 
До краја 20. века, перкутана перикардиоцентеза постаје поуздана техника за лечење болесника са перикардијалним изливом око срца, али и поуздана техника која се све више користи и у дијагностичке сврхе.
Пре појаве дводимензионалне ехокардиографије, за перикарардиоцентезу коришћена је техника „слепог“ субксифоидног приступа, који је имао озбиљне компликације које нису биле ретке (нпр. повреда јетре, миокарда, коронарних артерија, плућа). Са увођењем дводимензионалне ехокардиографије, омогућена је директна визуелизација срчаних структура и суседних виталних органа, тако да је перикардиоцентезе постала безбедана и сигурна метода која се данас обавља уз минималан ризик. Од 1979, ултразвучно вођена перикардиоцентеза је постала метода која се масовно користи као дијагностички и терапијски поступак за лечење излива око срца. Кад год је то могуће, овај поступак треба да обавља хирург или кардиолог обучен за ову инвазивну технику.

## Етиологија
| Облик                 | Узрок и узрочници |
| Инфективни            | - Вирусни • Коксакиа вируси • Ехо вируси • Аденовируси • ЕБВ • ХИВ • Инфлуенца вирус • Варичела • Рубеола • Парво Б-19 вирус • - Бактеријијски • Стрептококус • Стафилококус • Неисерије • Хемофилус • Хламидија • Легионела • Туберкулоза • Салмонела • Лајмска болест • Трепонема • Борелиоза • - Гљиве; хистоплазмоза • Бластомикоза • Нокардиа • Кандида • Актиномикоза • - Рикеције - Паразити • Ехинококус • Амебиаза • Токсоплазмоза * |
| Аутоимуни (системски) | - Реуматске болести • Реуматска грозница • Микседем • Реуматоидни артритис • Васкулитис, склеродерма - Остале аутоимуне болести • Саркоидоза, Полиартеритис • Вагнерова грануломатоза •Reiter's syndrome • Дермомиозитис • |
| Трауматски            | - Бласт повреда - Пенетратне повреде • Убодина • Прострелна рана • |
| Туморски              | - Примарни • Рабдомиосарком • Тератом • Липом • Ангиом • Леиомиом • Фибром • - Метастатски • Тумори плућа • Тумори лимфног система • Ходџкинова болест • Меланом • Карцином желуца • |
| Постинфарктни         | - Перикардитис у току акутног инфаркта срца - Посткардијални (постинфарктни) синдром |
| Медикаментозни        | - Антиаритмици- Прокаинамид (Procanbid®, Pronestyl®) • Фенитоин (Dilantin®) - Остали лекови-Антикоагуланти • Тромболитици • Доксорубицин • Пеницилин • Фенилбутазон |
| Метаболички           | - Уремични (бубрежна инсуфицијенција - уремија) - Вирусни (токсични) аутоимуни микседем - Адисонова болест - Дијабетесна кетоацидоза - Холестеролски перикардитис |
| Други облици          | - Пострадијациони - Хемиперикард пострауматски, неконтролисани антикоагулантни • постинфарктни - Пнеумоперикард пострауматски продор ваздуха у срчану кесу - Амилоидоза - Дисекција анеуризме - Бехчетова болест - Миастениа гравис |
| Јатрогени             | - Перфорације изазване уметањем катетера, - Имплантације пејсмејкера, - Стања после кардиопулмонална реанимација - Перфорација изазвана бронхоскопијом |

## Дијагноза
Парикардиоцентеза се најчешће примењује код тампонаде срца, коју у навећем броју случајева изазивају интраперикардијална акутна крварења. Због велике брзине развоја поремећаја, ова крварења угрожавају живот и захтевају брзу дијагнозу и лечење (евакуацију излива).
Дијагноза тампонаде срца се поставља на основу; клиничког налаза, акутне или хроничне тампонаде срца коју карактерише тријас (три) симптома, први пут описаних од стране Клод Бека, кардиоваскуларног хирурга, (по коме је ова група симптома названа »Бекова тријада симптома«);
- Хипотензија (низак крвни притисак)
- Повећан венски притисак
- Ослабљени срчани тонови

Накнадна истраживања показују, да су ови класични налази, које је описао Клод Бек присутни само у мањем броју болесника са срчаном тампонадом, и да понекад нису сасвим поуздани у дијагностици. Зато је дијагностику присуства течности око срца знатно олакшао развој и стално унапређење ехокардиографије (ултарзвучни преглед срца). Данас је ултразвук срца прихваћен као критеријум за процену клиничке слике и промена око срца и срчане динамике изазване изливом течности у перикардијалну шупљину. Уз помоћ ехокардиографије, може се одредити место излива, величина излива (који може бити мали, средњи или велики), и хемодинамика промена, функција срчаних шупљина, као и ниво смањења респираторних промене, пречника доње шупље вене.

## Индикације
Терапијска перикардиоцентеза
Ова врста третмана индицикована је код болесника са хемодинамским променама у раду срца које угрожавају живот болесника због присуства течности у срчаној кеси и тампонаде срца.,
Дијагностичка перикардиоцентеза
Дијагностичка перикардиоцентеза је инвазивна метода, аспирације течности око срца, у хемодинамски стабилних болесника у циљу дијагностике (палијативне или профилактичке) и спроводи се под контролом ултразвука, компјутеризоване томографије, или флуороскопске томографије.

## Контраиндикације
Апсолутне контраиндикације
Kод хемодинамски нестабилни болесника не постоје контраиндикације, без обзира на тежину клиничке слике. Укллањање чак и малих количина течности из срчане кесе може значајно побољшати хемодинамаске функције срца болесника и спречити развој тежих поремећаја.
Релативне контраиндикације
у реалзивне контраиндикације спадају:
Несанирани поремећаји крварења,
Повредом изазвана срчана тампонада за коју неки аутори тврде да је треба третирати торакотомијом.

## Процедура извођења

### Припрема[1]
- Болеснику се пласира најмање једна интравенска линија у лакатну или неку другу погодну вену.
- Преко кисеоничке маске или носног катетера болеснику се ординира све време процедуре медицински кисеоник.
- Прикључењем ЕКГ електрода за континуирано праћење рада срца и пулс-оксиметар за праћење засићења артеријске крви кисеоником, непрестано се прате ови параметри.
- Кроз нос, ждрело и једњак болеснику се пласира носно-желудачна сонда за правовремену декомпресију стомака у случају перфорације желуца.
- На основу анатомских оријентира, сабљастог (ксифоидног) наставка грудне косте и 5. и 6. ребара, терапеут одређује локацију за убацивање игле (најчешће се у пракси користи приступ на левој стернокосталној линији у пределу одмах испод сабљастог (ксифоидног) наставка. види

### Поступак[1]
- Подручје испод сабљастог (ксифоидног) наставка чисти се антисептичким средством (дезинфицијенсом).
- У предео убода инфилтрира се локални анестетик, прво плитко а затим дубље у поткожно ткиво.
- На кожи се скалпелом (ножићем) на изабраној локацији испод сабљастог (ксифоидног) наставка и леве стернокосталне линије, врши засецање коже.
- У пластични шприц од 20 до 60 ml, са иглом за пункцију кичменог стуба, пуни се 5 ml физиолошког раствора у шприц (што треба да омогући нормалну проходност игле).
- Игла се кроз рез на кожи убада у грудни кош у правцу левог рамена, при чему се контролише да увек буде под углом од 45° у односу на површину трбушног зида. Игла се уводи у грудни кош под директном контролом ултразвучног апарата. види
- Полако напредујући према кичменом стубу игла се уводи до дубине од 5 cm, и истовремено се повлачењем клипа, ствара негативни притисак у шприцу. Све време терапеут визуелно прати појаву аспириране течности и њене карактеристике.
- У случају наглих промена у ЕКГ таласу (елевација СТ сегмента), шприц треба полако заједно са иглом извлачити ван грудног коша, све док се срчана функција не врати у нормалу (ова промена у ЕКГ сугерише да је игла се у директном контакту са срчаним мишићем.
- Када се течност више не појављује у току аспирације, даљи поступак се прекида

## Компликације
У току спровођења перикардиоцентезе, поготово ако се она изводи „на слепо“ без визуелне контроле кретања игле, применом ехокардиографије, могу се јавити следећи поремећаји, чија стопа учесталости варира од 4% до 40%;
- Срчана аритмија
- Убод у срчану артерију или анеуризму
- Хемоторакс
- Пнеумоторакс
- Пнеумоперикардијум
- Повреда јетре
- Неуспешна пункција (усирена крв у перикардијуму)
- Реакумулација течности (поновно накупљање) око срца, по завршеној евакуацији.